# Тулиновы
Тулиновы — воронежские предприниматели, удостоенные со временем дворянского достоинства. В начале XVIII века был широко известен суконный фабрикант Максим Сергеевич Тулинов.
Василий Васильевич Тулинов — воронежский фабрикант, для которого был выстроен дом, известный как Дом Тулиновых; в 1787—1792 годы был городским головой Воронежа. Его сыновья:
- Тулинов, Яков Васильевич (1785—1842) принадлежал к числу образованнейших граждан Воронежа. Он в 1803 году окончил Московский Университетский благородный пансион, несколько лет провел на статской службе. Выйдя в отставку, занялся управлением суконными фабриками и имениями.

жена Екатерина Ивановна (в девичестве Ростовцева) (1788—1822). Дети: Василий, Елизавета, Анна.
- Тулинов, Василий Васильевич (1788—1842) был офицером. Службу проходил в Киевском драгунском и Екатеринославском кирасирском полках. Участвовал в Отечественной войне 1812 года и заграничных походах русской армии. В Бородинской битве поручик Тулинов, отражая атаку французских кавалеристов, был ранен в руку. В сражении при Бауцене (1813) ранен еще раз и удостоился золотой шпаги за храбрость. Награждён орденами: св. Владимира 4-й степени, св. Анны 4-й степени, св. Анны 2-й степени. В отставку вышел в 1817 году майором. В 1830-е годы на два срока избирался губернским предводителем дворянства (1832—1842), получил придворный чин камергера.

жена Мария Ивановна (в девичестве Дубенская). Дочь Елизавета (1826—1870) вышла замуж в 1844 году за графа Ивана Матвеевича Толстого (1806—1867).
Определением Воронежского дворянского депутатского собрания Василий и Яков Тулиновы с семействами признаны в потомственном дворянском достоинстве с внесением в VI часть Родословной книги; данное Определение утверждено указом Правительствующего Сената по Департаменту Герольдии от 10.06.1853 за № 3787.
Другая ветвь прослеживается от владельца села Рамонь Ивана Ивановича Тулинова (1754—1827). Сын Николай Иванович Тулинов (1810—1852) был камер-юнкером Двора Его Императорского Величества, воронежским губернским предводителем дворянства (1844—1849); в 1841—1850 годах — почётный попечитель Воронежской губернской гимназии, сменив на этом посту своего брата Дмитрия Ивановича. Дочери: Варвара, замужем за Николаем Филипповичем Вигелем; Анна, бывшая замужем за генералом Петром Романовичем Шеле — ей, после судебной тяжбы со своим племянником Ф. Н. Вигелем, в 1856 году досталось село Рамонь со свеклосахарным и стеариновым заводами и зимний особняк в Москве (суконные фабрики в Воронеже отошли к Вигелю).

## Описание герба
В золотой вершине щита изображены два распростертые орлиные черные крыла, под ними в голубом и красном полях крестообразно означены две шпаги с изображением: на одной ордена Святой Анны, а на другой надписи «За храбрость». В нижней части в серебряном поле находится дерево дуб. Щит увенчан дворянским шлемом и короной, на поверхности которой виден дуб. Намет на щите золотой, подложенный красным и голубым.